# Hermann Francke

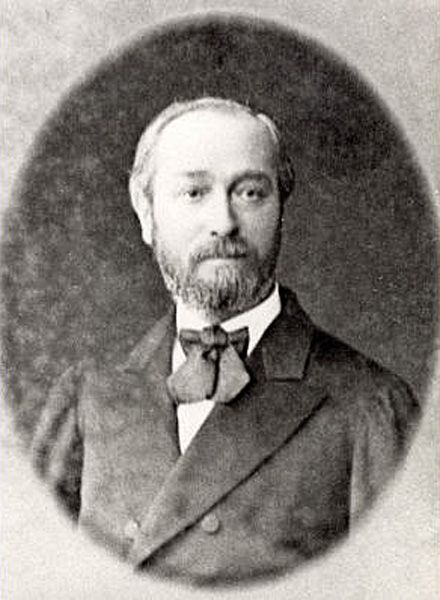
Hermann Francke

Hermann Richard Francke (* 5. Juni 1822 in Leipzig; † 29. März 1898 ebenda) war ein deutscher Buchhändler und Antiquar.

## Leben
Hermann Francke war der Sohn eines Rechtsanwalts. Die Buchhändlerlehre absolvierte er bei der heute noch existierenden Buchhandlung G. A. Grau & Cie. in Hof. 1839 ging der Siebzehnjährige für sechs Jahre in die Gräffsche Buchhandlung nach St. Petersburg, bevor er 1845 nach Paris wechselte. Hier lernte er in der Firma Brockhaus & Avenarius, einem Ableger des Leipziger Verlages F. A. Brockhaus, seinen späteren Partner Felix List (1824–1892) kennen.
1846 kehrte Francke nach Leipzig zurück und arbeitete bis 1848 in den Buchhandlungen von Karl Franz Köhler d. Ä (1805–1872) und Friedrich Fleischer (1794–1863). 1848 bekam er eine leitende Stellung im Geschäft des Buchhändlers, Auktionators und Verlegers Theodor Oswald Weigel (1812–1881) im Haus Silberner Bär. 1854 vermittelte er die Anstellung von Felix List bei Weigel.

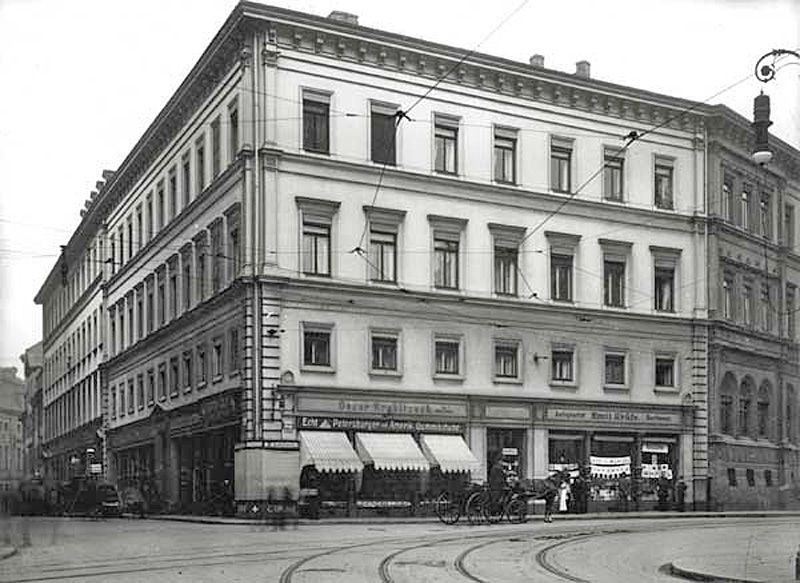
Universitätsstraße / Ecke Schillerstraße (um 1910)

1862 eröffneten Francke und List gemeinsam eine eigene sehr erfolgreiche Antiquariatsbuchhandlung unter dem Namen List & Francke. Ihren Sitz hatte sie in der Universitätsstraße / Ecke Schillerstraße. Außer dem Sortiments- und Antiquariats-Buchhandel und dem Musikalienhandel umfasste das Angebot auch den Autographen-Handel.
1898 starb Hermann Franke. Er wurde im Franckeschen Erbbegräbnis in der III. Abteilung des Neuen Johannisfriedhofs beerdigt. Seine Geschäftsanteile an List & Francke hatte er bereits 1892 an seine beiden Söhne Richard Woldemar Francke (1856–1929) und Reinhold Hermann Francke (1861–1929) übergeben.